# Церковь Троицы Живоначальной (Слободка)
Церковь Троицы Живоначальной  — разрушающаяся недействующая православная церковь в селе Слободка Угранского района Смоленской области. Именно у неё был первоначально захоронен генерал-лейтенант Ефремов.

## Описание
В конце 1861 г. состоялся мирской приговор, по которому из запасного сельского капитала четырёх волостей Климовской, Бутурлинской, Подсосонской и Слободской на сооружение церкви в селе Слободке было выделено 6500 руб. серебром.
Тут же управляющий Климовским имением Юсуповых Никандр Дудышкин выехал в Смоленск для получения разрешения на строительство храма: «…Строители церкви в селе Слободке поручают мне, съездить в Смоленск, выхлопотать там от строительной Комиссии проект церкви и исходатайствовать у Его Преосвященства Епископа Антония благословления на построение Церкви. Вследствие чего покорнейше прошу Канцелярию непомедля разрешить: могу ли я отлучиться для сказанного… 25 января 1862 г.».
За основу был взят один из типовых проектов, утверждённых епархиальным начальством.
Возведение церкви пришлось на время размежевания крестьян от помещиков поэтому дальнейшее строительство церкви велось силами временнообязанных крестьян и местного волостного правления.
19 апреля 1942 года в боях у деревни погиб командующей 33-й армии, генерал М. Г. Ефремов. Нашли тело М. Г. Ефремова первыми немцы, которые, испытывая глубокое уважение к мужественному генералу, похоронили его здесь с воинскими почестями 19 апреля 1942 года. На могиле генерала был установлен памятник с красной звездой.
После освобождения села от немцев в марте 1943 года на могиле генерала была установлена пирамидка с красной звездой. При эксгумации в 1943 году на генерале была обнаружена золотая запонка, которую немцы не тронули. Она долгое время хранилась как семейная реликвия, пока не была передана в музей.
28 сентября 1952 года останки Михаила Ефремова были торжественно перезахоронены в городе Вязьма на Екатерининском кладбище. В 1946 году на одной из площадей Вязьмы, названной в честь генерала, был установлен памятник работы скульптора Евгения Вучетича.